# آنا گابریل
آنا گابریل (انگلیسی: Ana Gabriel؛ زادهٔ ۱۰ دسامبر ۱۹۵۵) خوانندهٔ مؤلف و بازیگر سینما اهل مکزیک است.